# Église Saint-Robert de la Chapelle-Saint-Robert
Pour les articles homonymes, voir Église Saint-Robert.
L'église Saint-Robert est une église catholique française située à La Chapelle-Saint-Robert, dans le département de la Dordogne, en région Nouvelle-Aquitaine.

## Localisation
L'église Saint-Robert est située dans le quart nord-ouest du département de la Dordogne, en Périgord vert, dans le bourg de La Chapelle-Saint-Robert, sur le territoire de la commune de Javerlhac-et-la-Chapelle-Saint-Robert.

## Historique
Dans une charte du Xe ou XIe siècle, un dénommé Frotaire de Terrasson et sa femme Ode, pour le salut de leurs âmes, abandonnent à Dieu et à l'abbaye Saint-Pierre du Vigeois divers immeubles situés à Haute-Faye et Javerlhac. Les religieux de Vigeois vont envoyer des moines pour y fonder un monastère au lieu-dit las Badias qui n'a pas de dénomination.
Peu de temps après, l'abbaye de la Chaise-Dieu prend la relève. C'est au XIIe siècle que les moines de l'abbaye construisent un prieuré et l'église dédiée à saint Robert, fondateur de l'abbaye de la Chaise-Dieu, mort en 1067. Une légende raconte que Raoul Passeron, disciple de saint Robert, aurait été un prieur et aurait été inhumé dans l'église.
Au XVIe siècle, il n'y a plus de moine à Saint-Robert. L'abbaye de la Chaise-Dieu y nomme encore le prieur au XVIIIe siècle et le prieur commendataire en 1789 a douze ans.

## Description
L'église a été construite suivant le plan de croix latine. Elle se compose d'une nef de trois travées barlongues voûtées d'un berceau plein-cintre séparées par des arcs-doubleaux, d'un transept et d'un chœur. Le clocher se trouve à la croisée du transept qui est couverte d'une  coupole polygonale.
La travée barlongue du chœur se termine par un chevet demi-circulaire voûté en cul-de-four et éclairé par trois baies. Chaque bras du transept comporte une chapelle parallèle au chœur, ou absidiole, et communiquant avec lui par des passages en plein cintre.
La façade de l'église est plus proche du style des églises romanes de la Saintonge que du style des églises du Périgord.
Des chapiteaux sculptés surmontent les colonnettes des fenêtres de l'abside et des absidioles, ainsi que celles encadrant le portail.
L'escalier menant au clocher est placé dans un avant-corps carré construit à l'intersection de la nef et du bras sud du transept.
- Longueur totale de l'église dans l'œuvre : 34 m.
- Longueur du transept dans l'œuvre : 14 m.
- Hauteur des voûtes à la clé des arcs-doubleaux : 7 m.
- Hauteur à la clé de la coupole : 11 m.
- Hauteur à la clé de l'arc triomphal : 8 m.
- Hauteur totale du clocher : 27 m.

## Protection
L'édifice a été classé au titre des monuments historiques le 20 octobre 1920.

## Galerie de photos

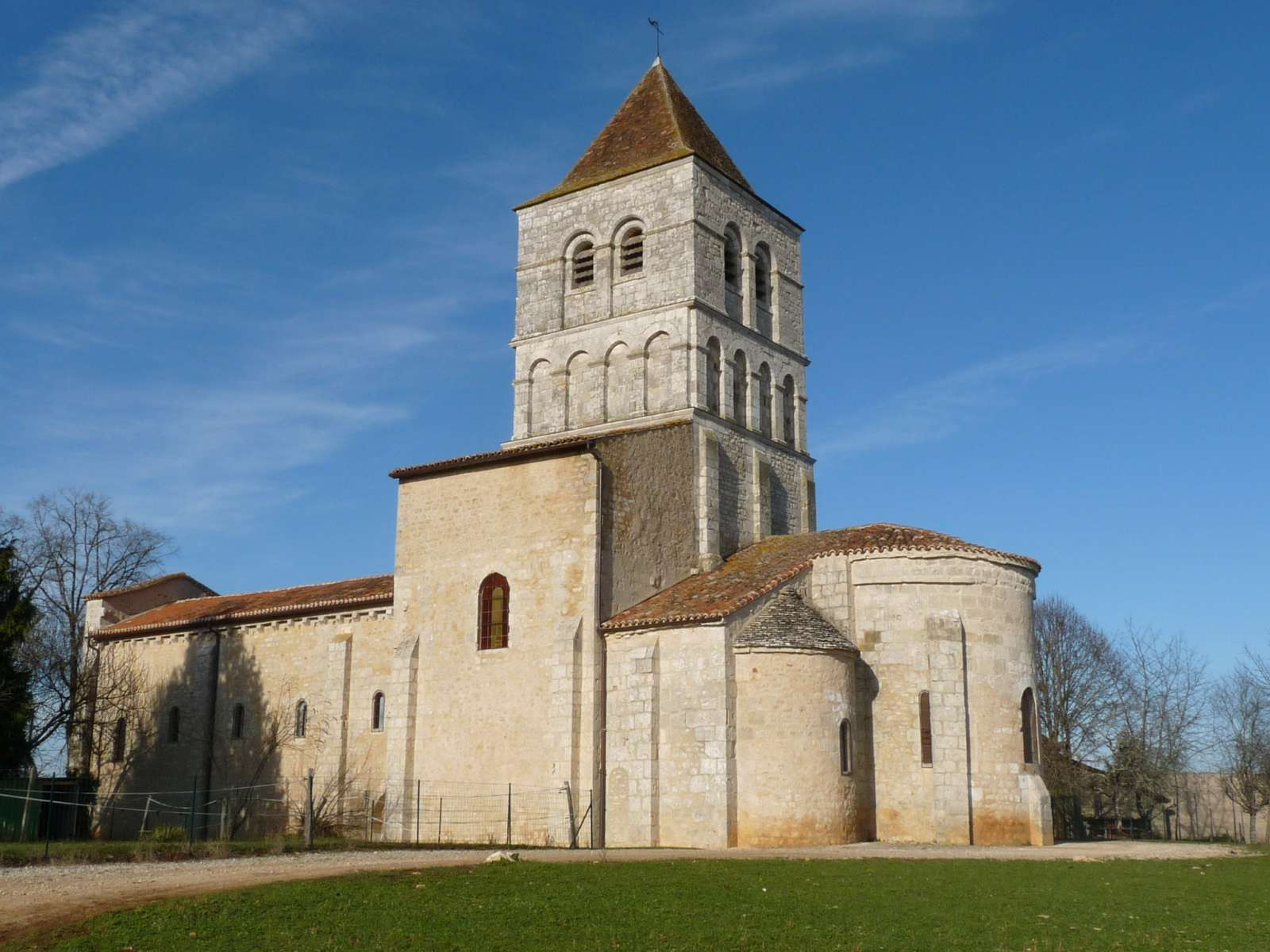
Le côté sud de l'église et son chevet.
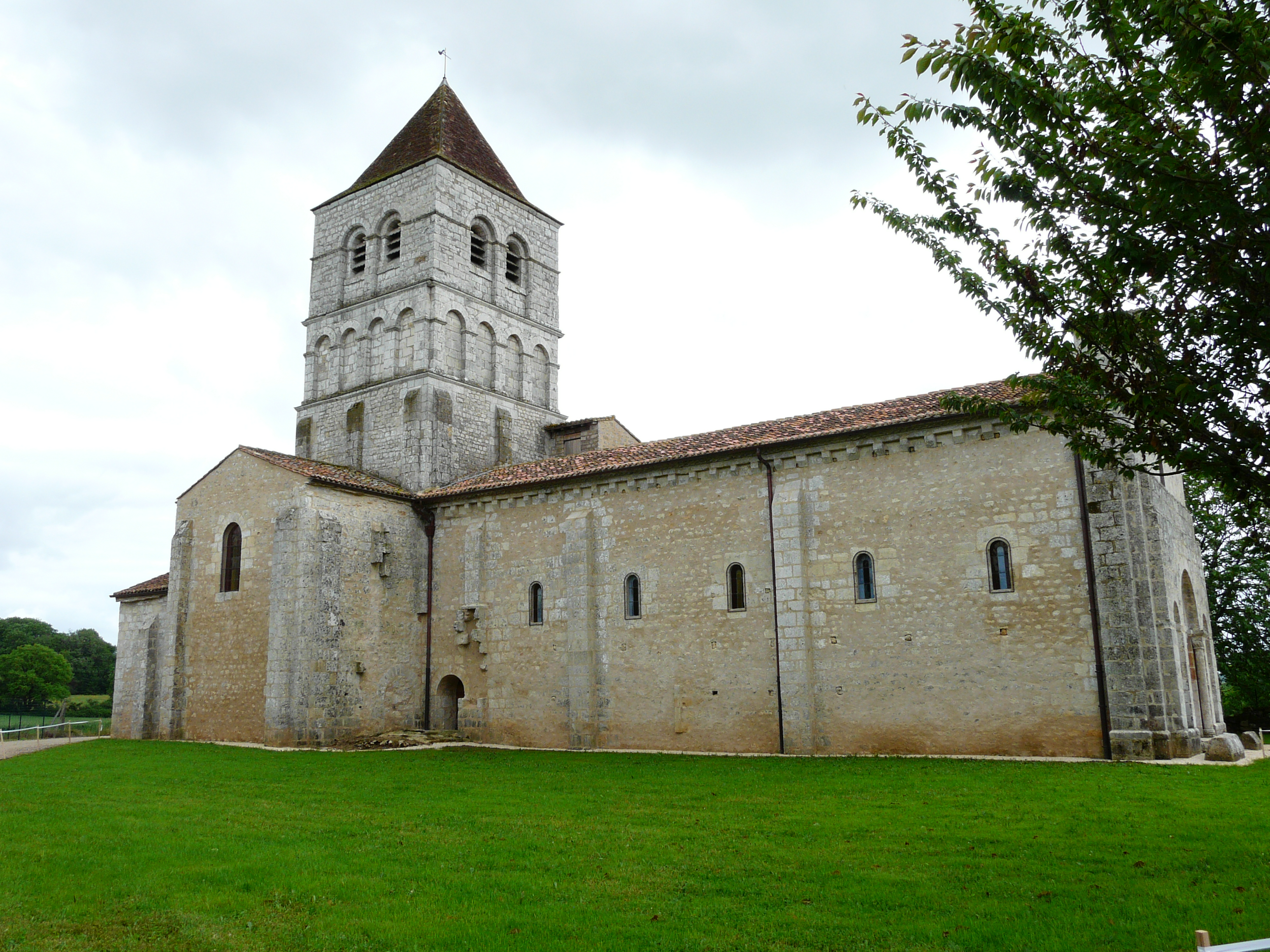
Le côté nord.
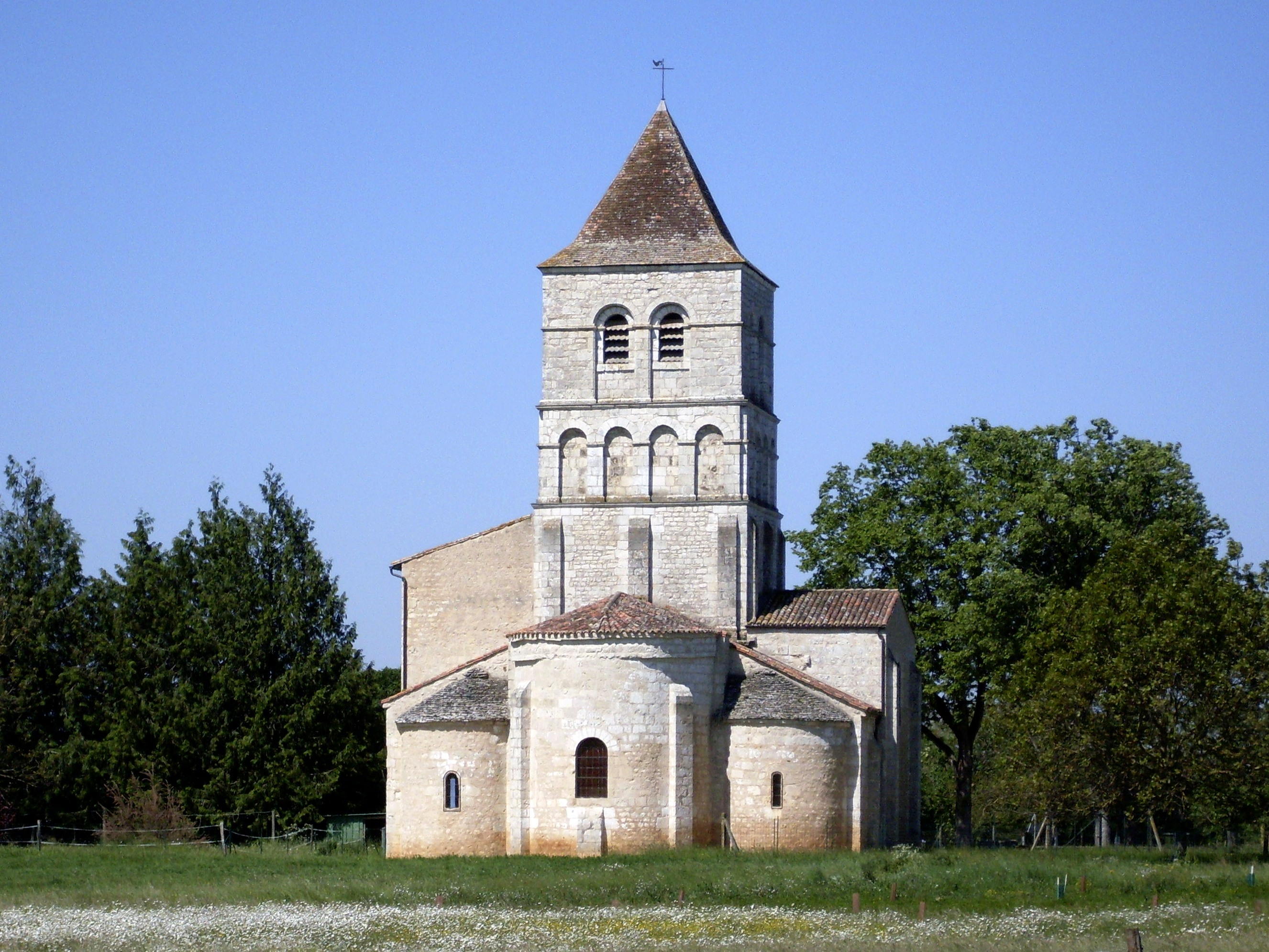
Le chevet.
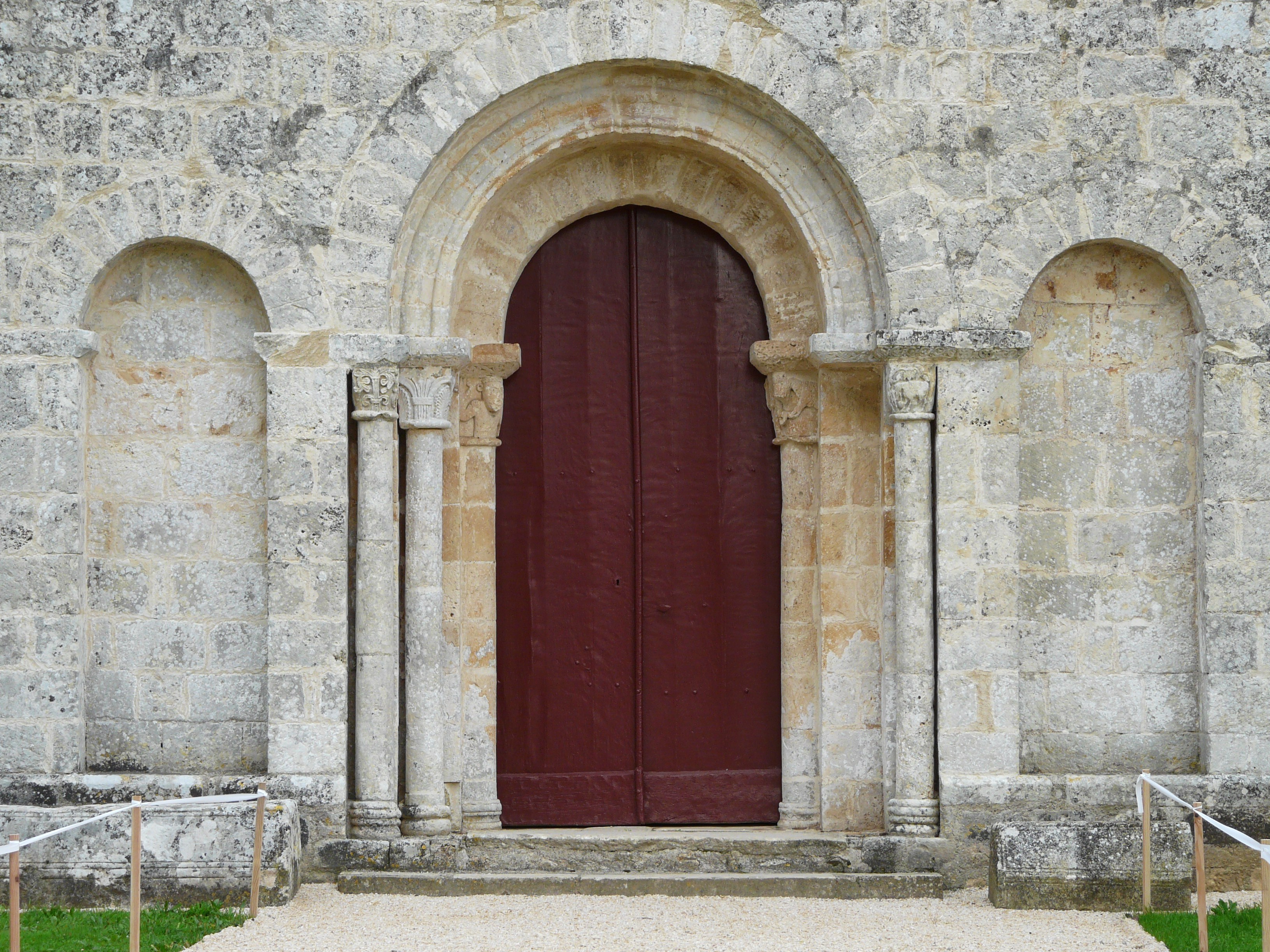
Le portail.
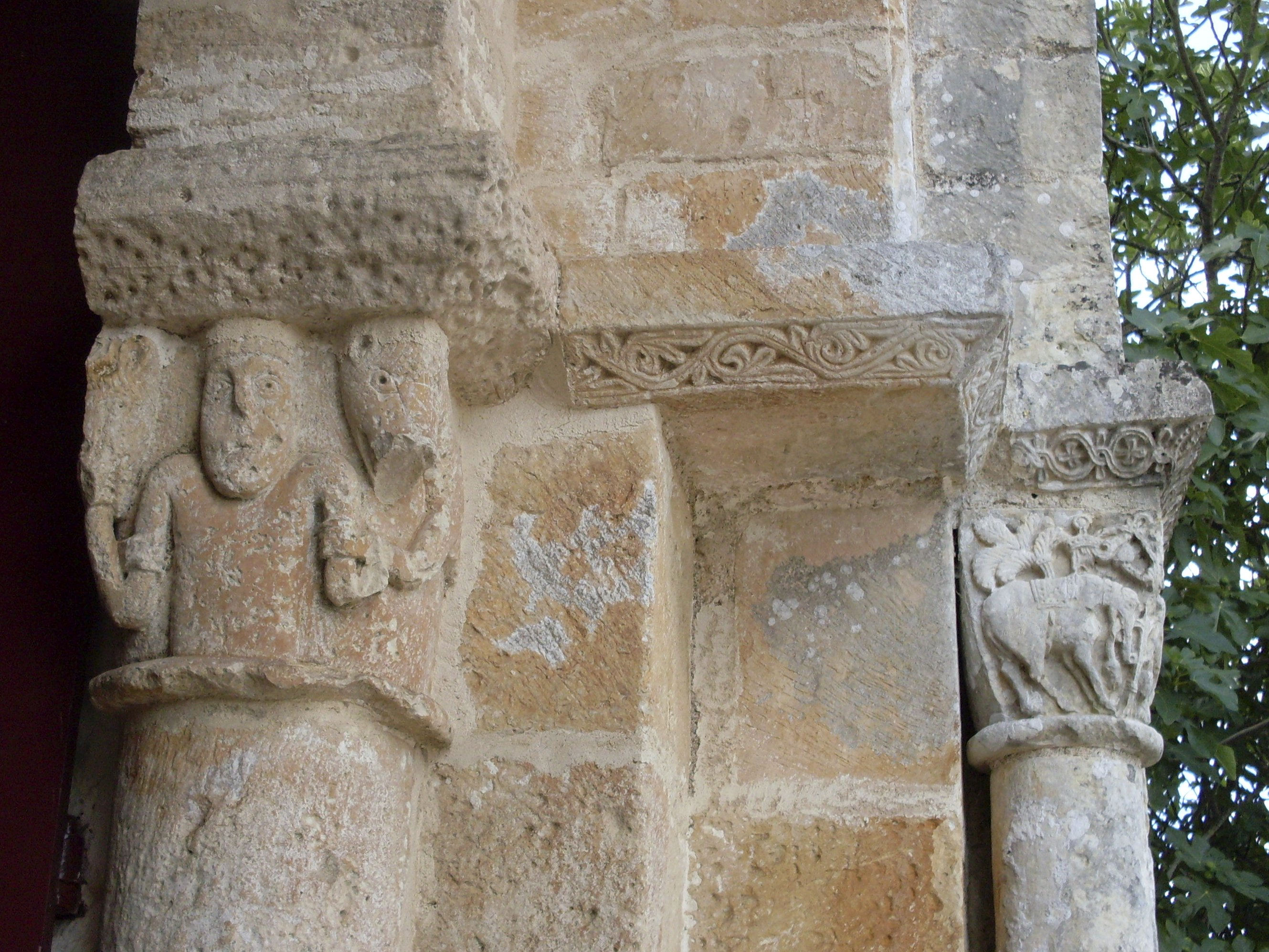
Chapiteaux du portail.

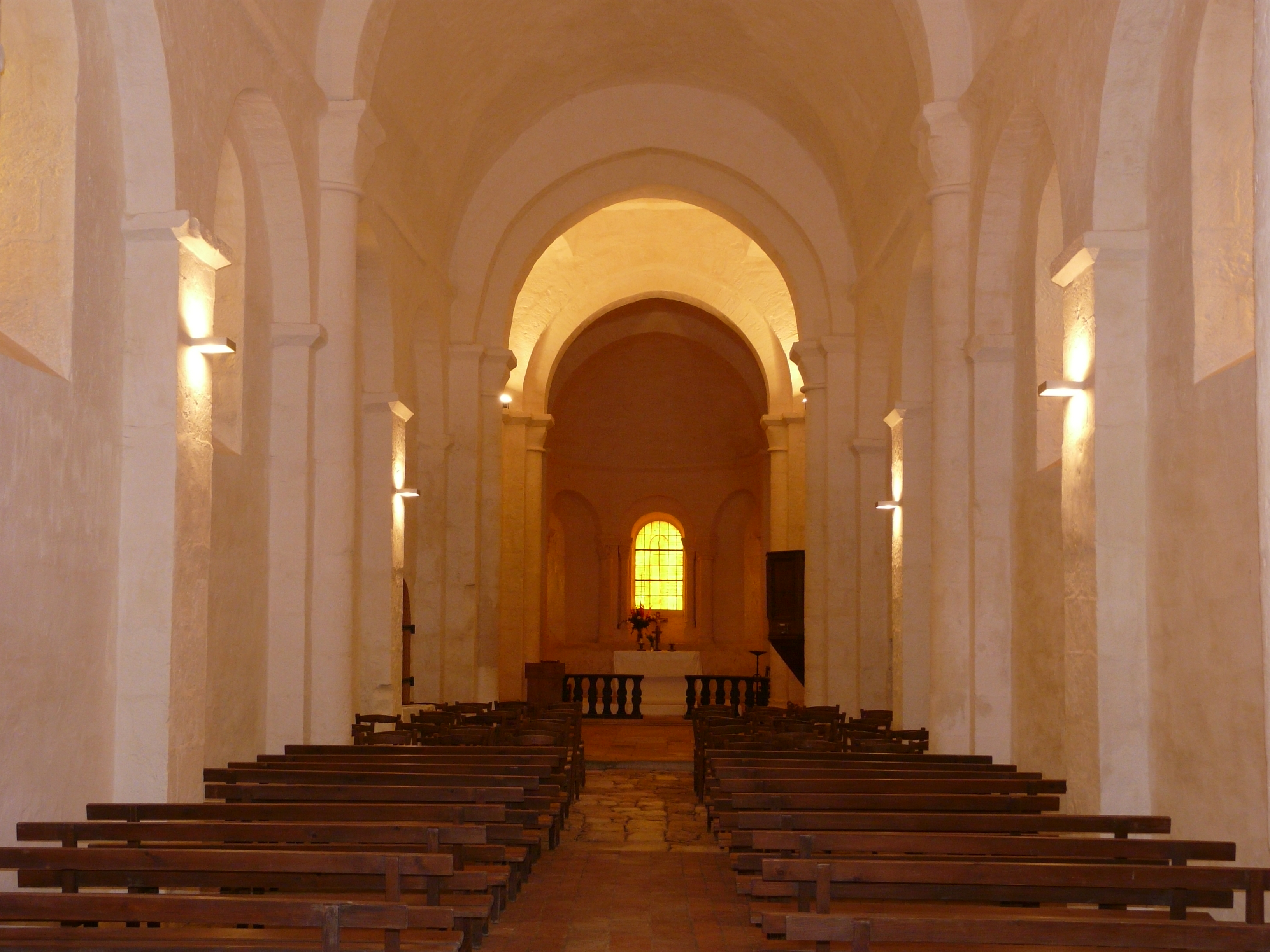
La nef.
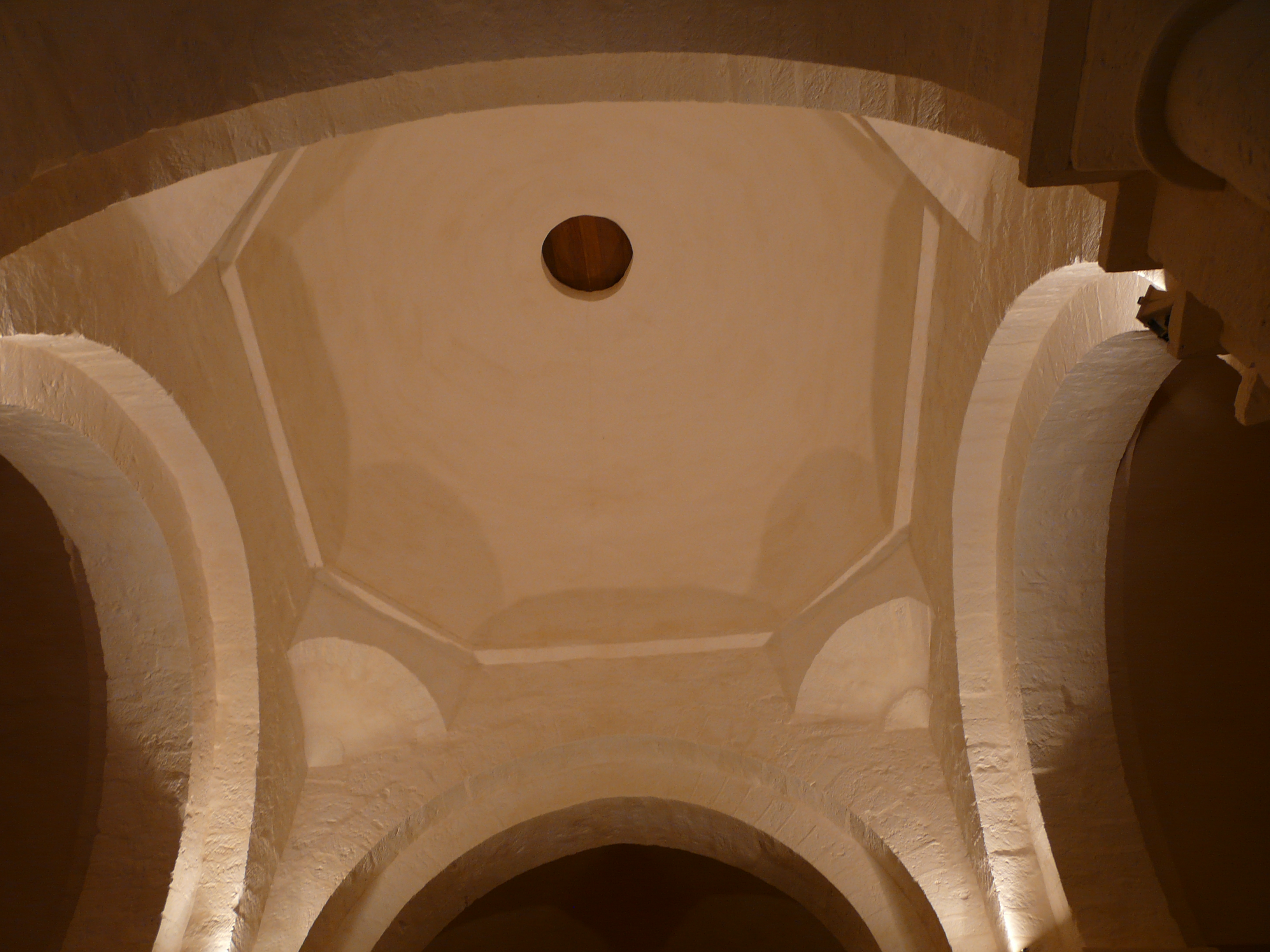
Coupole polygonale de la croisée du transept.
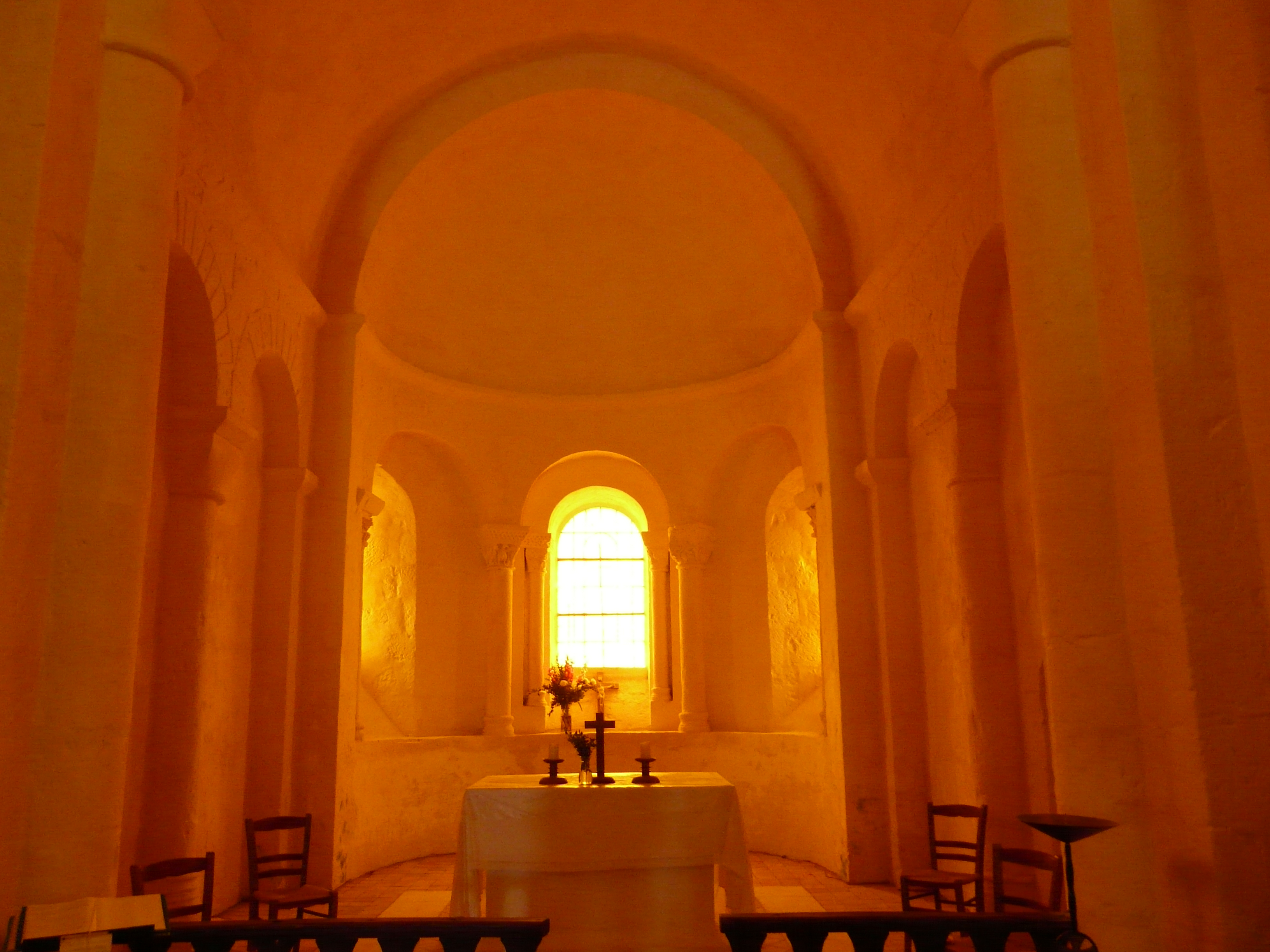
Le chœur.
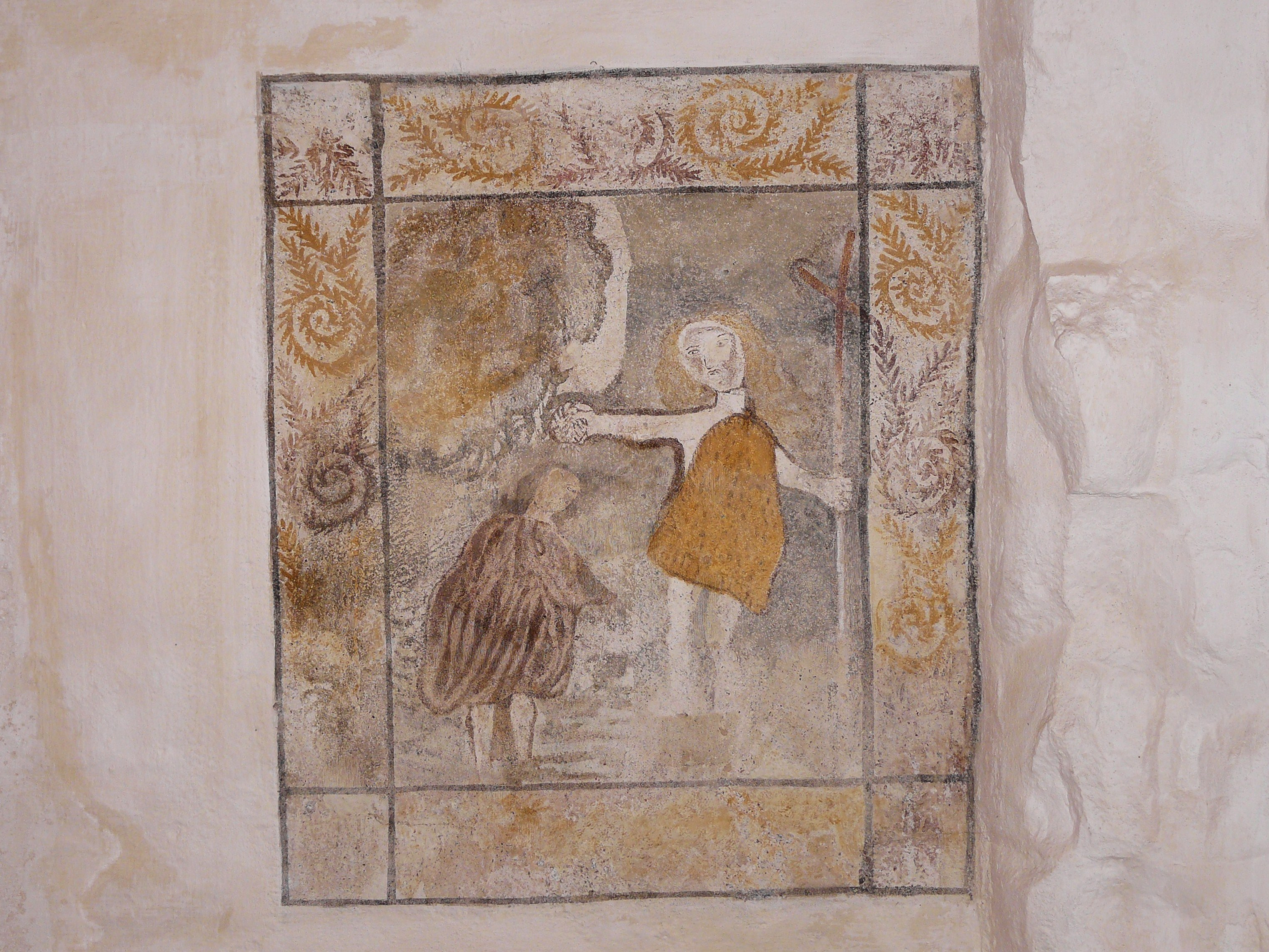
Peinture médiévale représentant le baptême de Jésus.